# Plateau cyclique

Plateau cyclique en mouvement

Le plateau cyclique est un dispositif permettant de transformer un mouvement de rotation en une oscillation. Le principe est similaire à celui d'une came.
Le plateau cyclique est composé d'un arbre et d'un plateau, l'arbre n'étant pas perpendiculaire au plateau. Vu de loin, lorsque l'arbre tourne, on voit le plateau osciller. À l'inverse, un mouvement d'oscillation imprimé au plateau va provoquer la rotation.
Ce principe est utilisé :
- dans les pompes à pistons axiaux ; les pistons sont fixés par une liaison rotule au plateau cyclique et coulissent dans un barillet tournant lui aussi ; en faisant varier l'inclinaison, du plateau, on fait varier la cylindrée de la pompe ;
- dans certains moteurs à combustion ;
- le plateau cyclique est une pièce maîtresse de l'hélicoptère, voir Plateau cyclique (hélicoptère).